# Chronokinematograf
Chronokinematograf – instrument astronomiczny zbudowany z aparatu fotograficznego, chronometru i chronografu, pozwalający rejestrować obraz wraz z dokładnym czasem obserwacji. Wynaleziony w 1927 przez astronoma, matematyka i geodetę Tadeusza Banachiewicza do obserwacji całkowitych zaćmień Słońca i w czerwcu tego samego roku użyty do obserwacji zaćmienia w szwedzkiej Laponii, następnie w USA (sierpień 1932) oraz w Grecji, Japonii i Syberii (czerwiec 1936).
Wynalazek ten umożliwił znaczne zwiększenie precyzji pomiaru czasu zaćmienia dzięki rejestrowaniu zdjęć pereł Baily’ego oraz chwili całkowitego zakrycia tarczy Słońca przez Księżyc i początku odsłaniania go wraz z dokładnym zapisem czasu. Wcześniej zjawisk tych nie obserwowano dokładnie, gdyż światło Słońca jest zbyt silne do obserwacji wzrokowej przez teleskop optyczny.